# Río Cushireni
Der Río Cushireni, im Oberlauf: Río Concevidayoc, ist ein 88 km langer linker Nebenfluss des Río Urubamba in den Anden in Südzentral-Peru. Er verläuft innerhalb der Provinz La Convención der Region Cusco.

## Flusslauf
Der Río Cushireni entspringt an der Nordflanke der Cordillera Vilcabamba auf einer Höhe von etwa 4550 m, 7,5 km nordwestlich des 5189 m hohen vergletscherten Gipfels Cerro Pumasillo. Er fließt anfangs 10 km nach Norden, anschließend 16 km nach Nordwesten. Danach fließt der Río Cushireni bis Flusskilometer 40 nach Norden und wendet sich später allmählich in Richtung Nordnordost, auf den letzten 12 Kilometern nach Nordosten. Schließlich mündet der Río Cushireni auf einer Höhe von etwa 578 m unterhalb der Ortschaft Kiteni in den Río Urubamba. Die unteren 5 Kilometer des Flusslaufs liegen im Distrikt Echarati, ansonsten verläuft der Río Cushireni im Distrikt Vilcabamba. Auf den unteren 30 Kilometern führt entlang dem rechten Flussufer eine Straße. Diese verbindet mehrere am Flusslauf gelegene Ortschaften, darunter Chuanquiri und Yuveni, mit Kiteni.

## Einzugsgebiet
Das Einzugsgebiet des Río Cushireni umfasst eine Fläche von etwa 1150 km² und erstreckt sich über den Westteil des Distrikts Vilcabamba. Kleinere Randbereiche im Nordosten des Einzugsgebietes gehören zum Distrikt Echarati. Das Gebiet ist hauptsächlich mit tropischem Regenwald bedeckt. Das Einzugsgebiet grenzt im Osten an die Einzugsgebiete von Río Quiteni, Río Cirialo und Río Vilcabamba, im Süden und im Südwesten an das des Río Apurímac sowie im Westen und im Nordwesten an das des Río Kepashiato.